# Riu Leteu
|  | Per a altres significats, vegeu «Leteu (Creta)». |

En la mitologia grega, el Leteu o també Lete (en grec antic Λήθη Lếthê/, 'oblit' o 'ocultació') és un dels rius de l'Hades. Beure de les seves aigües provocava un oblit complet. Plató es fa ressò d'algunes doctrines filosòfiques sobre la reencarnació i explica que abans de tornar a un altre cos, les ànimes bevien l'aigua d'aquest riu, que els esborrava la memòria del que havien vist als inferns, i tampoc no recordaven les seves vides passades.
Lete era una divinitat, filla d'Eris, la Discòrdia. Es va convertir en una al·legoria, l'Oblit, germana de la Mort i del Somni.
Algunes religions mistèriques ensenyaven l'existència d'un altre riu, anomenat de la Memòria Mnemòsine, les aigües del qual, en ser begudes, feien recordar-ho tot i arribar a l'omnisciència. Als iniciats els ensenyaven que se'ls deixaria triar de quin riu volien beure després de la mort, i que havien de beure del de la Memòria en lloc del Leteu. Aquests dos rius apareixen en diverses inscripcions en plaques d'or, fetes a partir del segle iv aC, i trobades a Turis, al sud d'Itàlia, i per tot el món grec.